# Jan Dekker
Jan Dekker (Haarlem, 1º marzo 1950) è un ex cestista olandese.

## Carriera
Con i Paesi Bassi ha disputato tre edizioni dei Campionati europei (1975, 1977, 1979).

## Palmarès
- Campionato olandese: 1

Rotterdam-Zuid: 1973-74